# Eiserner Vorhang

Europa nach der Gründung des Warschauer Paktes (1955):
NATO-Staaten
Warschauer-Vertrags-Staaten
militärisch neutrale Staaten
Die SFR Jugoslawien war seit 1948 ein blockfreier realsozialistischer Staat und nicht mehr Teil des Einflussbereichs der Sowjetunion.
Albanien (grau/rot schraff.) war seit 1968 kein Mitgliedsstaat des Warschauer Pakts mehr.

Als Eiserner Vorhang wird in Politik und Zeitgeschichte nach dem Namensgeber aus dem Theaterbau sowohl der ideologische Konflikt als auch die physisch abgeriegelte Grenze bezeichnet, durch die Europa in der Zeit des Kalten Krieges geteilt war. Er bildete nach dem Zweiten Weltkrieg bis zu den Revolutionen im Jahr 1989 die Trennlinie zwischen den marktwirtschaftlich orientierten demokratischen Staaten im Westen und den planwirtschaftlich geleiteten, realsozialistischen Diktaturen im Osten. Nach der Abwendung Jugoslawiens von der Sowjetunion im Jahr 1948 schotteten sich Ungarn, Rumänien, Bulgarien und Albanien von Jugoslawien an ihren Grenzen auf ähnliche Weise ab wie von den „kapitalistischen“ Staaten.
Die innerdeutsche Grenze zwischen der Bundesrepublik Deutschland und der DDR und die Berliner Mauer waren Teil des Eisernen Vorhangs.

## Begriffsgeschichte
Der Ursprung des Begriffes „Eiserner Vorhang“ liegt im 20. Jahrhundert, dieser wurde seitdem oft verwendet. Während des Ersten Weltkriegs wurde der Begriff erstmals aus dem Theaterbereich in politisch-militärische Kontexte entliehen; die Urheberschaft ist unklar. Der britische Historiker Patrick Wright schreibt die erste Verwendung Violet Paget zu, die den Begriff Anfang 1915 unter dem Pseudonym Vernon Lee über Bachs Weihnachtsmusik in England und Deutschland und den „monströsen eisernen Vorhang“ verwendete, der die beiden Länder jetzt trenne. Die aus Deutschland stammende belgische Königin Elisabeth äußerte 1915 gegenüber Pierre Loti über die Entfremdung gegenüber ihrer deutschen Verwandtschaft: „Ein eiserner Vorhang ist gefallen zwischen meiner Familie und mir“. Am 29. Februar 1916 verwendete der deutsche Reichskanzler Theobald von Bethmann Hollweg den Begriff in seiner bedeutsamen „U-Boot-Denkschrift“ – er bezeichnete den damals häufig erwogenen Plan als nicht durchführbar, England durch einen U-Boot-Krieg von der Außenwelt abzutrennen „wie durch einen eisernen Vorhang“.
1924 äußerte der britische Botschafter in Berlin, Edgar Vincent, das demilitarisierte Rheinland (damals von alliierten Truppen besetzt) solle ein ‘iron curtain’ sein, um Frankreich vor zukünftigen Angriffen deutscher Truppen zu bewahren.
In den 1920er Jahren wurde die Wendung vom Eisernen Vorhang gelegentlich in Schriften über den Ersten Weltkrieg gebraucht. So sprach der Nachrichtendienstler Herbert von Bose 1930 in einem Aufsatz von „dem eisernen Vorhang der feindlichen Fronten“, der Europa während des Krieges durchzogen habe.
Der Lissabon-Korrespondent Max Walter Clauss (1901–1988) verwendete die Bezeichnung am 18. Februar 1945 in einem Beitrag auf der Titelseite der nationalsozialistischen Wochenzeitung Das Reich.
Eine Woche später verwendete in derselben Zeitung Joseph Goebbels die Bezeichnung in einer Reaktion auf die Ergebnisse der Konferenz von Jalta: Bei einer deutschen Kapitulation würde sich vor dem von der UdSSR besetzten Territorium „sofort ein eiserner Vorhang heruntersenken, hinter dem dann die Massenabschlachtung der Völker begänne“; die britische Zeitung The Times übernahm die Formulierung. Ende April 1945 taucht die Bezeichnung im Kontext der nationalsozialistischen, antisowjetischen Propaganda infolge des finnisch-sowjetischen Waffenstillstandsabkommens von deutscher Seite auf.
Am 2. Mai 1945 verwendete Schwerin von Krosigk, damals Außenminister im kurzlebigen Kabinett des Hitler-Nachfolgers Karl Dönitz, den Begriff in einer Rundfunkansprache. Gleich zu deren Beginn ist von einem „eisernen Vorhang“ die Rede, der mit dem Vormarsch der
Roten Armee näher rücke und „hinter dem, den Augen der Welt entzogen, das Werk der Vernichtung der in die Gewalt der Bolschewisten gefallenen Menschen vor sich geht.“

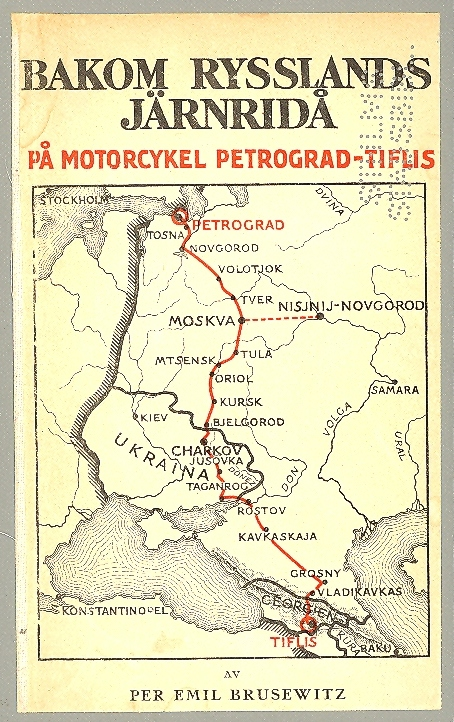
Hinter Russlands eisernem Vorhang: schwedisches Buch von 1923

Der Bezug dieser Metapher auf die Sowjetunion lässt sich lange vor dem Ende des Zweiten Weltkriegs nachweisen. 1918, im Jahr nach der Oktoberrevolution, schrieb der russische Autor Wassilij Rosanow in seiner Polemik Die Apokalypse unserer Zeit: „Unter Rasseln, Knarren und Kreischen senkt sich ein eiserner Vorhang auf die russische Geschichte […] herab. Die Vorstellung geht zu Ende.“ Im englischen Sprachraum nutzte Ethel Snowden den Begriff „iron curtain“ 1920 in einem positiven Reisebericht über das „bolschewistische Russland“. Offenbar in Abgrenzung gegen eine negative Begriffsbenutzung schrieb sie über ihre begeisterte Ankunft in St. Petersburg: „Wir waren endlich hinter dem ‚eisernen Vorhang‘!“

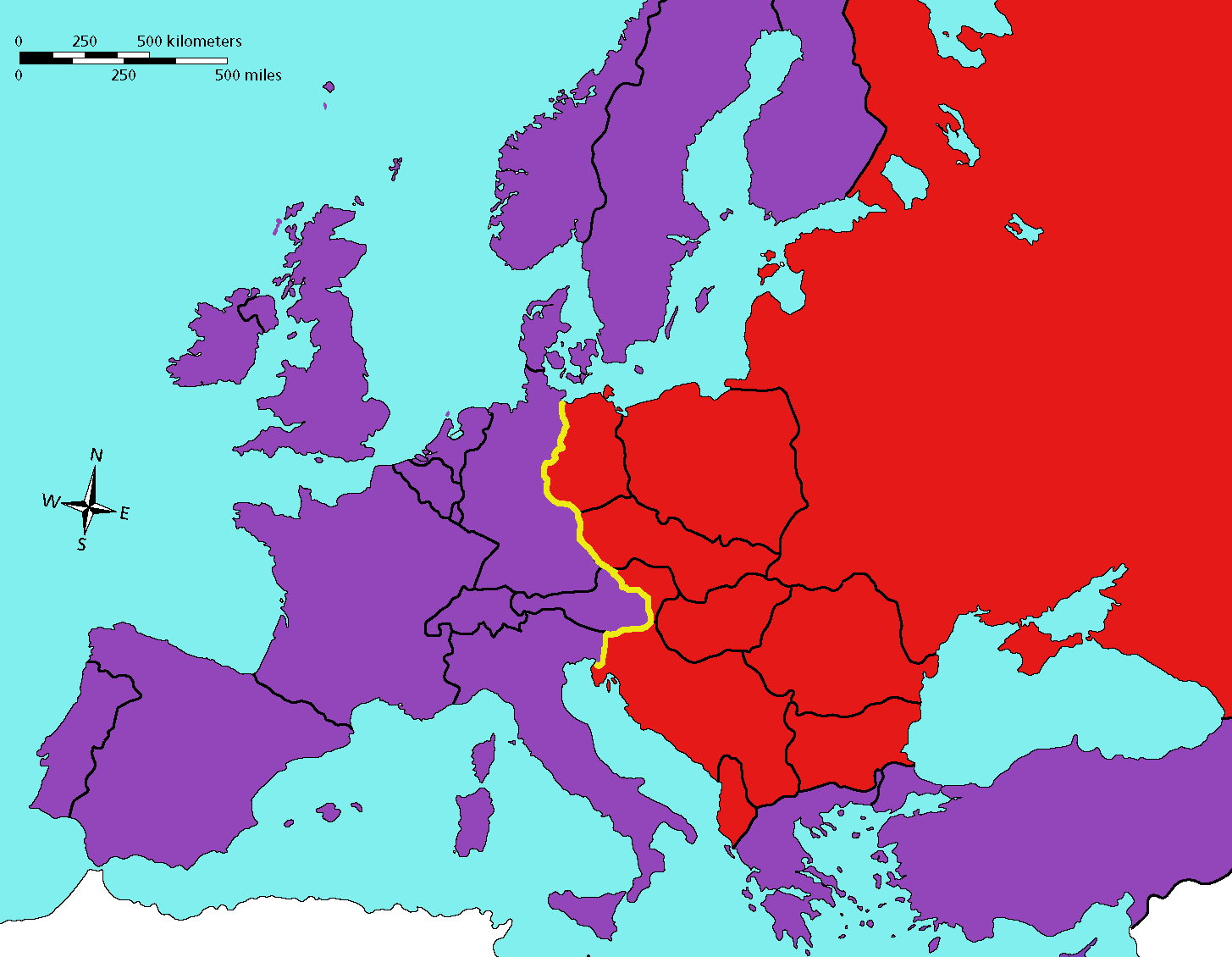
Der Eiserne Vorhang gemäß Churchills Rede 1946

Winston Churchill prägte den Ausdruck dann im beginnenden Kalten Krieg als Bezeichnung für die Abschottung des Ostblocks gegen den Westen: Zuerst benutzte er ihn bezogen auf die Rote Armee am 12. Mai 1945, wenige Tage nach der bedingungslosen Kapitulation der Wehrmacht, in einem Telegramm an US-Präsident Truman: „Ein eiserner Vorhang ist vor ihrer Front [der Front der Sowjetunion] niedergegangen. Was dahinter vorgeht, wissen wir nicht.“ Im Juli 1945 abgewählt, formulierte Churchill als Oppositionsführer am 5. März 1946 bei seiner Rede „The Sinews of Peace“ („Die Sehnen (= die Stärke) des Friedens“) in Fulton, Missouri in Anwesenheit Trumans:

“From Stettin in the Baltic to Trieste in the Adriatic an Iron Curtain has descended across the Continent. Behind that line lie all the capitals of the ancient states of Central and Eastern Europe. Warsaw, Berlin, Prague, Vienna, Budapest, Belgrade, Bucharest and Sofia; all these famous cities and the populations around them lie in what I must call the Soviet sphere, and all are subject, in one form or another, not only to Soviet influence but to a very high and in some cases increasing measure of control from Moscow.”

„Von Stettin an der Ostsee bis Triest an der Adria hat sich ein Eiserner Vorhang auf Europa herabgesenkt. Dahinter liegen all die Hauptstädte der alten Staaten Mittel- und Osteuropas. Warschau, Berlin, Prag, Wien, Budapest, Belgrad, Bukarest und Sofia. Diese berühmten Städte und die Bevölkerung ringsum liegen alle im sowjetischen Wirkungskreis, so muss ich es nennen, und unterliegen, auf die eine oder andere Weise, nicht bloß sowjetischem Einfluss, sondern zu einem sehr hohen und in einigen Fällen zunehmendem Maße der Lenkung durch Moskau.“

Diese Rede gilt – nicht zuletzt wegen dieser Formulierung – „als Fanfarenstoß für den Kalten Krieg“. Churchill bezog sich auf die Fehler Großbritanniens in den 1930er-Jahren. Nazi-Deutschland war größer und stärker geworden, während die westlichen Mächte untätig danebenstanden, sie durften nicht denselben Fehler mit der Sowjetunion machen. In der Vergangenheit konnten sich die Staatsmänner auf das Gleichgewicht der Mächte verlassen, um den Weltfrieden zu erhalten; diese überholte Doktrin, so argumentierte er, könne der sowjetischen Bedrohung für die angelsächsische Welt nicht entgegenwirken.
Am 5. Juli 1945 nutzte Konrad Adenauer den Begriff in einem Brief an den Journalisten Hans Rörig bezogen auf die wahrgenommene Bedrohung durch die Sowjetunion:

„Ich sehe die Entwicklung mit [steigender] Sorge. Rußland läßt einen eisernen Vorhang herunter. Ich glaube nicht, daß es sich bei der Verwaltung der Hälfte Deutschlands, die ihm überantwortet ist, von der Zentralen Kontrollkommission irgendwie beeinflussen lassen wird.“

Die Risse zwischen Ost und West vertieften sich im Jahr 1947, als der US-Präsident mit der Truman-Doktrin einen neuen politischen Kurs verkündete: Amerika werde allen Staaten beistehen, die vom (sowjetischen) Kommunismus bedroht würden; der kriegszerstörten europäischen Wirtschaft bot es den „Marshallplan“ mit Wiederaufbauhilfen an. Josef Stalin untersagte dann den osteuropäischen Ländern die Teilnahme daran; nach der Währungsreform und Einführung marktwirtschaftlicher Prinzipien in den drei westlichen Besatzungszonen Deutschlands einschließlich West-Berlins im Juni 1948 blockierte die Sowjetunion die Energie- und Lebensmittelversorgung West-Berlins, worauf die Westalliierten eine bis 1949 bestehende Luftbrücke errichteten. Die Teilung der Welt in zwei Lager und die damit zusammenhängende faktische Errichtung einer zunehmend streng kontrollierten Grenze, der Eiserne Vorhang, waren damit zementiert.
Während des Kalten Krieges erhielt der Begriff Eiserner Vorhang als Politikum zwei verschiedene Bedeutungen: Zum einen bezeichnete er in einer bipolaren (an den „Polen“ Moskau und Washington orientierten) Welt den umfassenden Systemgegensatz zwischen dem „Osten“ und dem „Westen“ sowie die Nahtstelle zwischen beiden Systemen. Zum anderen brachte der Begriff die Besonderheit der Außengrenze der Staaten des Warschauer Paktes in Europa nach dem Ausscheiden Albaniens auf den Punkt und verwies auf die Beschaffenheit dieser „besonderen“ Grenzen.

## Verlauf

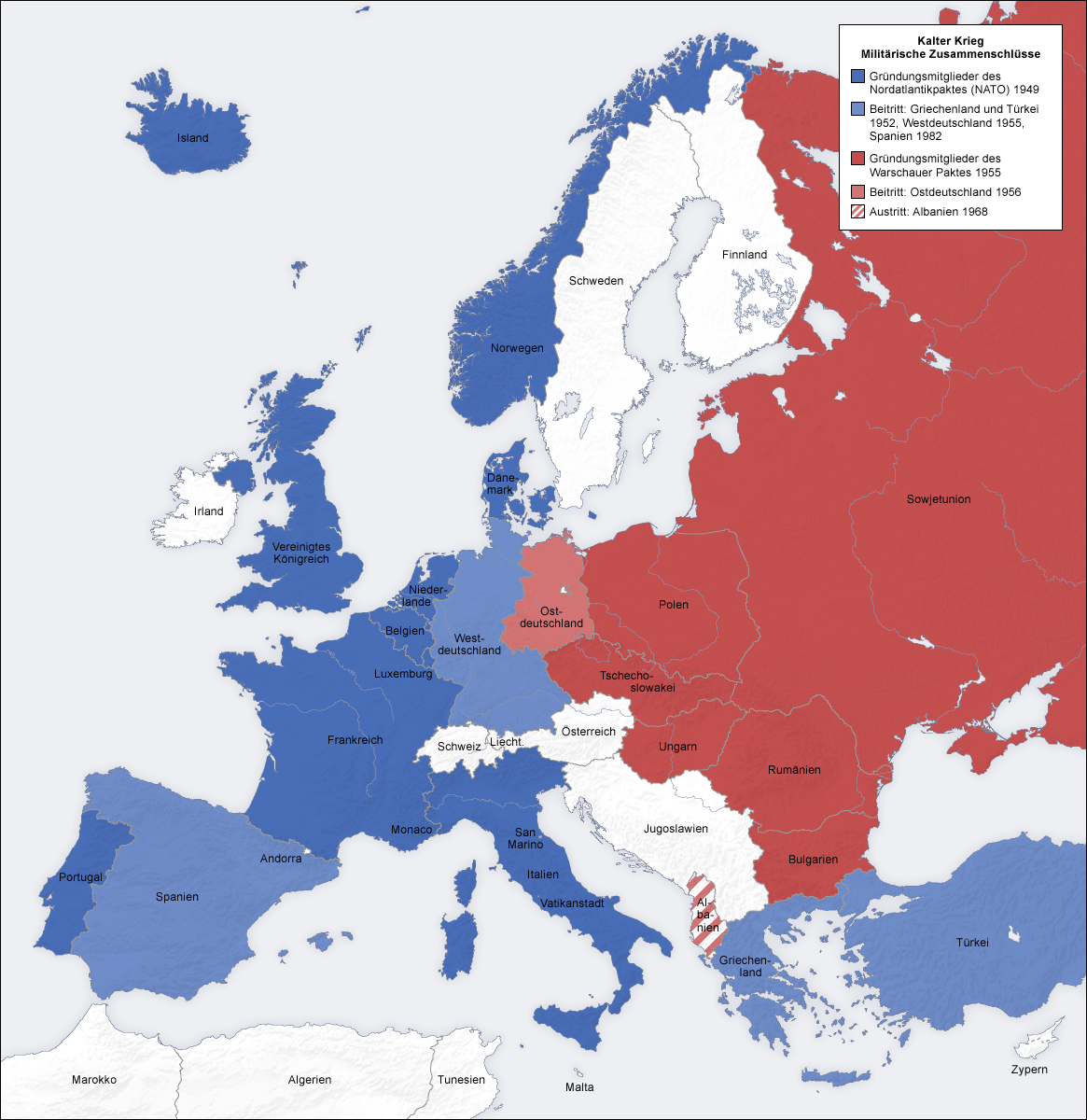
Militärische Verträge im Kalten Krieg

Wenn auch der Eiserne Vorhang Deutschland wegen der Teilung besonders traf, zählten nicht nur die Berliner Mauer (13. August 1961 – 9. November 1989), die innerdeutsche Grenze und die tschechoslowakischen Grenzbefestigungen zur Bundesrepublik dazu. Er zog sich durch ganz Europa von der Barentssee bis zum Schwarzen Meer.
Die Bering- und La-Pérouse-Straße als Seegrenzen der UdSSR zu den USA (Alaska) bzw. zu Japan wurden meist nicht dazugezählt, obwohl sie de facto zur Blockgrenze gehörten.
Teilstücke:
- Innerdeutsche Grenze
- Berliner Mauer
- Grenzbefestigungen der Tschechoslowakei zur Bundesrepublik Deutschland und zu Österreich
- Grenzbefestigungen zwischen Ungarn und Österreich
- Grenzbefestigungen Bulgariens zu Griechenland und der Türkei

Weitere Befestigungen gab es zwischen:
- Ungarn und Jugoslawien
- Rumänien und Jugoslawien
- Bulgarien und Jugoslawien

Bis zur Anerkennung der Souveränität im österreichischen Staatsvertrag 1955 bestand auch im besetzten Österreich die Gefahr einer Trennung quer durch das Land.
Jugoslawien war nach dem sog. Tito-Stalin-Bruch am 28. Juni 1948 kein Ostblockstaat mehr und gründete später u. a. mit Ägypten, Indien und Indonesien die Bewegung der Blockfreien Staaten. Mit der Begründung, dass es an der österreichisch-jugoslawischen Grenze nie einen „Eisernen Vorhang“ gegeben habe, korrigierte die „Spiegel Online“-Redaktion 2017 einen Redakteur, der den Begriff für diese Grenze dennoch benutzt hatte. Denn nur Ostblockstaaten hätten sich mit Hilfe eines Eisernen Vorhangs abgegrenzt.
Wenn im Zusammenhang mit Albanien von einem „Eisernen Vorhang“ die Rede ist, dann ist in aller Regel nur die Selbstisolation des jahrzehntelang stalinistisch bzw. maoistisch regierten Staats gemeint. Denn „Albanien benötigte keine Mauern oder Grenzzäune. […] Private Autos gab es nicht und selbst Reisen innerhalb des Landes waren nur mit Genehmigung der Behörden gestattet. Jeder Fremde erregte sofort die Aufmerksamkeit von Spitzeln des Geheimdienstes.“
Dennoch bezieht das Projekt Grünes Band Europa auch die Landgrenzen des ehemaligen Jugoslawiens im Westen (zu Italien), im Nordwesten (zu Österreich) und im Süden (zu Griechenland) sowie die Landgrenzen Albaniens in den gleichnamigen gesamteuropäischen Biotopverbund ein und spricht in diesem Zusammenhang von einem „ehemaligen Eisernen Vorhang“.

## Auswirkungen
Der Begriff Eiserner Vorhang beschreibt nicht nur die realen Grenzbefestigungen, sondern im übertragenen Sinn auch die Politik der Abgrenzung. Diese Politik wurde, im Gegensatz zu den Befestigungsanlagen, die nur von den entsprechenden Ostblockstaaten errichtet wurden, auch vom Westen in den Nachkriegsjahren auf den unterschiedlichsten Feldern betrieben. Er war somit nicht nur physisch existent, sondern ebenfalls in der Politik, bei der UNO, in den Medien, im Sport und in der Wirtschaft präsent und fand seine Verlängerung bis in die Länder der Dritten Welt, wo zahlreiche Stellvertreterkriege zwischen Ost und West ausgetragen wurden.

### Wirtschaftliche Teilung Europas
Der Eiserne Vorhang war insbesondere eine Wohlstandsgrenze, die bis heute zu spüren ist. Nach dem Zweiten Weltkrieg wurde im Osten durch die SMAD (Sowjetische Militäradministration in Deutschland) die Planwirtschaft errichtet und die Parteien der KPD und SPD zur SED zusammengeführt. Unter ihren Vorgaben wurde mit dem antifaschistisch-demokratischen Wiederaufbau begonnen und die hochgerüsteten Großkonzerne der Kriegszeit verstaatlicht, um deren kriegerische Macht zu brechen und Ostdeutschland zu entnazifizieren. Auf der Konferenz von Jalta im Februar 1945 einigten sich die USA, Großbritannien und die UdSSR auf drei Reparationsformen: Demontagen und Beschlagnahmung von Auslandsguthaben, Lieferungen aus der laufenden Produktion und die Verwendung deutscher Arbeitskräfte. Diese wurden in der sowjetischen Besatzungszone umgesetzt, dem Protokoll der Potsdamer Konferenz folgend, und hatten eine mehr als doppelt so große zerstörerische Kraft auf die Betriebe und Werke Ostdeutschlands, wie die Zerstörungen des Krieges selbst, und generierten zusätzlich ein Einnahmedefizit durch die Reparationszahlungen aus dem laufenden Betrieb. Die fehlende Industrialisierung und starke Zerstörung der Länder Osteuropas, die sich zur RGW zusammenschlossen, und ebenfalls das Wirtschafts- und Technologie-Embargo der Westmächte, die sogenannten CoCOM Listen, führten zu einem nicht aufholbaren Defizit in den Einnahmen Ostdeutschlands, und sorgte dafür, dass dringend benötigte Investitionen in Infrastruktur und Betriebe nicht geleistet und moderne Technik nicht verwendet werden konnte.
Derweilen führten im Westen die Besatzungsmächte die Demokratie und Marktwirtschaft ein. Die Gründung der Organisation für europäische wirtschaftliche Zusammenarbeit (OEEC), der Marshallplan und der Verzicht auf Reparationen und Demontagen führten zu einem stetigen und raschen Wiederaufbau ganz Westeuropas, dessen Industrialisierungsgrad vor dem Zweiten Weltkrieg schon dem in Osteuropa weit überlegen war. Die geografisch günstigen Gegebenheiten trugen ebenfalls zu einem gutfunktionierenden Handel zwischen diesen Ländern bei. Gerade diese Schaffung von Wohlstand und Attraktivität im Westen in Verbindung mit deren medialen Verbreitung über das Fernsehen und Radio führten dann zu einer zunehmenden Fluchtbewegung aus dem Osten.
Der Eiserne Vorhang hinterließ in allen angrenzenden Ländern seine Spuren. Viele nachbarschaftliche Beziehungen zwischen Staaten diesseits und jenseits des Vorhangs verschwanden im Laufe der Jahrzehnte. Besonders im wirtschaftlichen Bereich war diese Grenze eine tote Grenze, sodass dort bestehende Betriebe abwanderten (vgl. Zonenrandgebiet). Infolgedessen wanderten viele Bewohner aus diesen Gegenden ab. Auch die Sprachbarrieren wurden größer, da kaum jemand in den westlichen Ländern die Sprache des unmittelbaren, aber nicht erreichbaren Nachbarlandes lernte. Auf östlicher Seite wurden oft kilometerbreite Sperrzonen errichtet und vom Militär in Beschlag genommen, nachdem die Bewohner, oft auch unfreiwillig, umgesiedelt worden waren (z. B. Aktion Ungeziefer).

### Grenzsicherung und Todesopfer

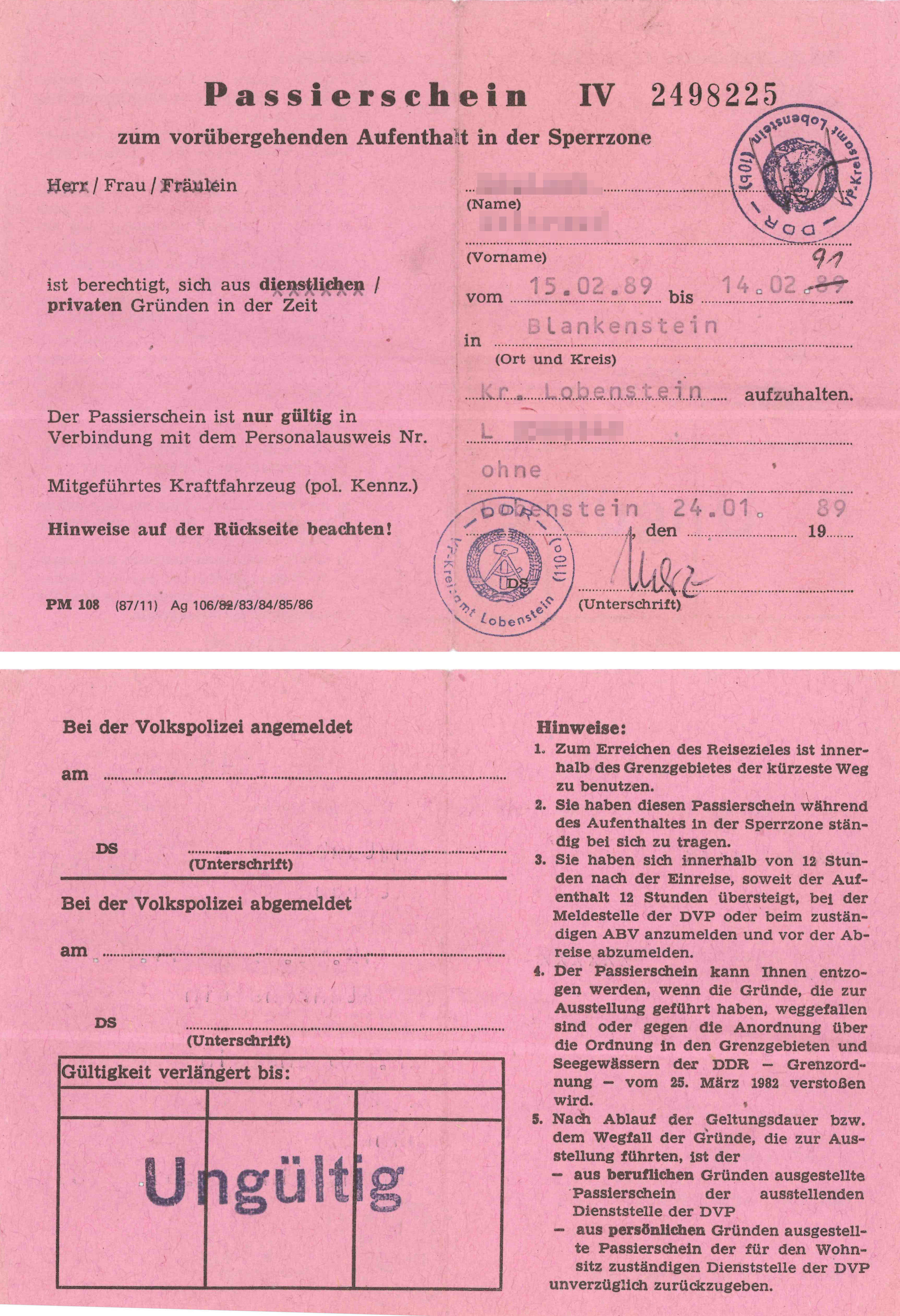
DDR-Passierschein für den Aufenthalt in Orten im Grenzgebiet

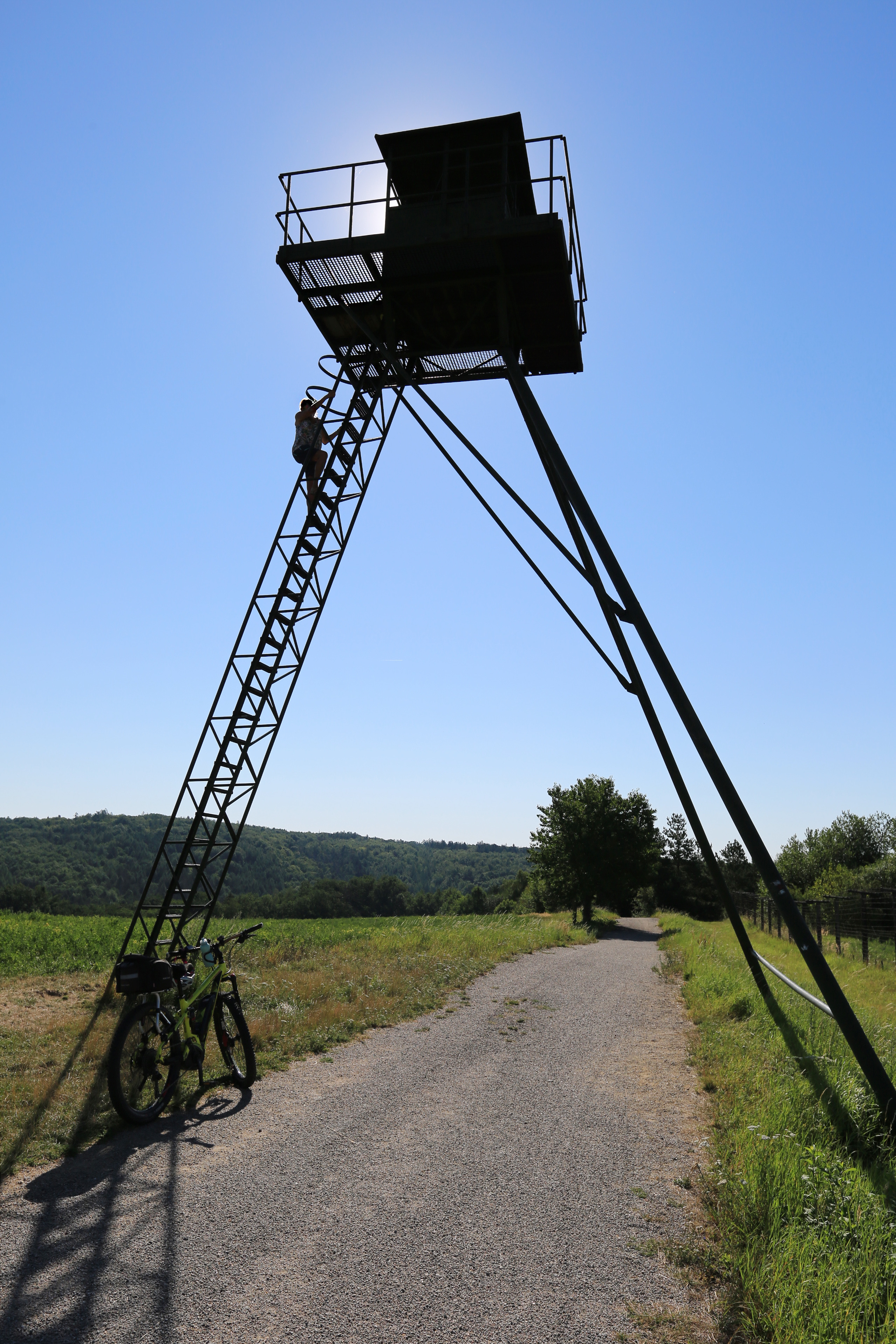
Der erhaltene Wachturm bei Čížov, das letzte erhaltene Stück vom Eisernen Vorhang in Tschechien

Die Regelungen für die Aufbehaltsberechtigung von Menschen in der Sperrzone wurden im Laufe der Zeit immer restriktiver gehandhabt und die Grenzbefestigungen immer stärker und effizienter ausgebaut. Typische Merkmale des Eisernen Vorhangs im Sinne eines voll ausgebauten Grenzregimes nach dem Bau der Berliner Mauer waren „Stacheldraht, Schießbefehle […], Hundelauf-Anlagen, Wachtürme […], Selbstschussanlagen, Minenfelder […] und kilometerbreite […] Sperrzonen auf östlicher Seite.“ Die gesamte so „gesicherte“ Grenze war vollständig abgeriegelt. Damit sollte vor allem verhindert werden, dass Menschen aus kommunistisch regierten Staaten in die nicht von moskautreuen Politikern regierten Länder Europas flohen. Trotz der Gefahr für Leib und Leben versuchten zahlreiche Menschen die Flucht in den Westen. Wer bei dem Versuch scheiterte, wurde z. B. in der DDR wegen „ungesetzlichen Grenzübertritts“ zu langen Gefängnisstrafen verurteilt. 2013 ging eine Quelle von 1684 Toten als Opfer des DDR-Grenzregimes am Eisernen Vorhang aus. Valide Zahlen zu gelungenen und gescheiterten Fluchten existieren bis heute nicht.
An der Grenze zwischen der Tschechoslowakei und Österreich kamen in den Jahren bis 1989 fast 800 Menschen ums Leben, davon 129 durch Fluchtversuch. Der Rest waren Soldaten, die durch Unfälle im Minengürtel oder Suizid starben.

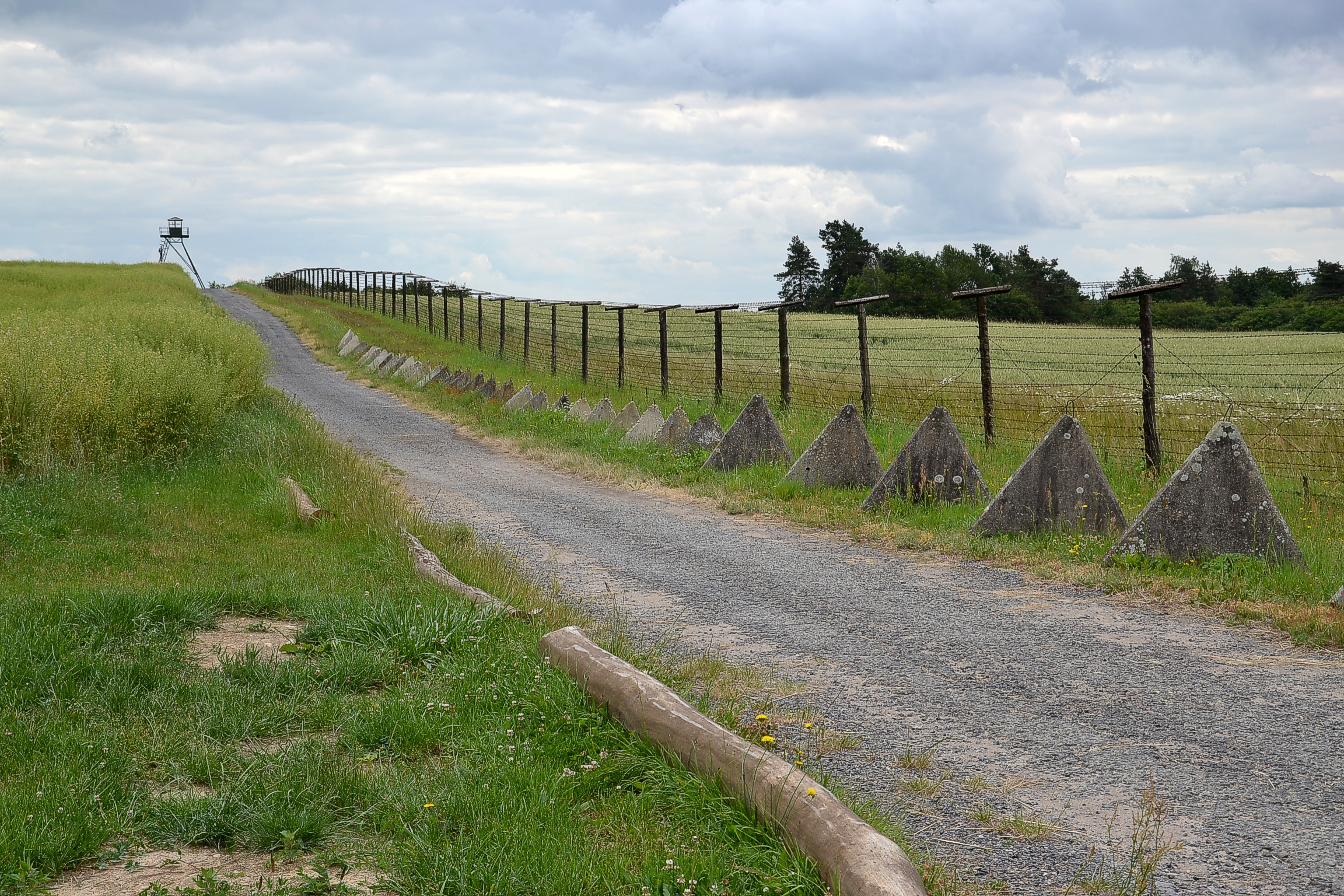
Erhaltenes Teilstück der Grenzbefestigung zwischen der Tschechoslowakei (Čížov) und Österreich (Hardegg)
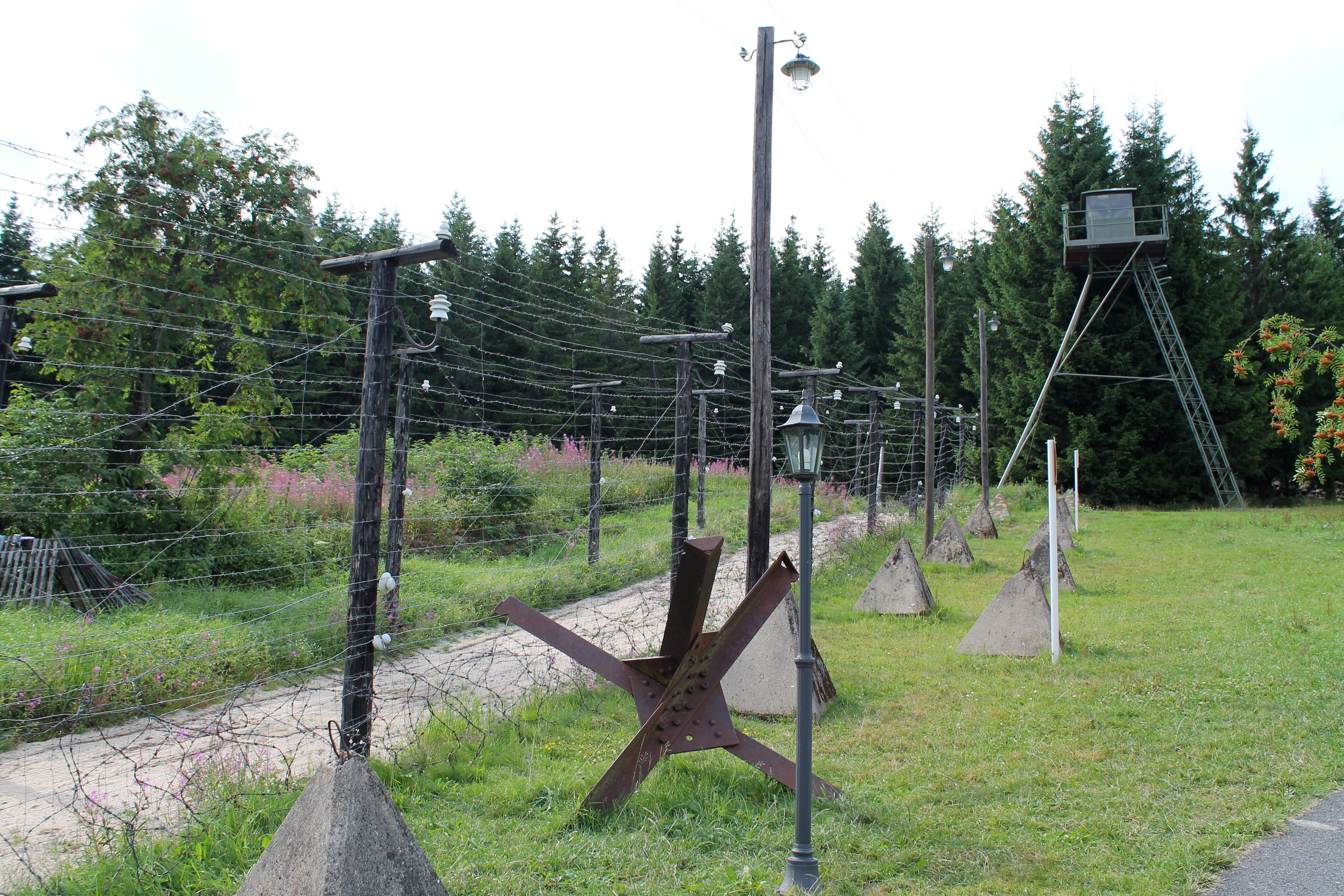
Gedenkstätte des Eisernen Vorhangs an der Grenze der Tschechoslowakei (Bučina (Kvilda)) zur BRD (Finsterau)
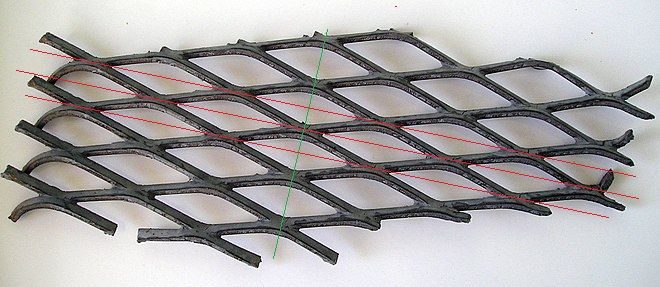
Ein Stück Streckmetall-Zaun, wie er an der innerdeutschen Grenze verbaut war
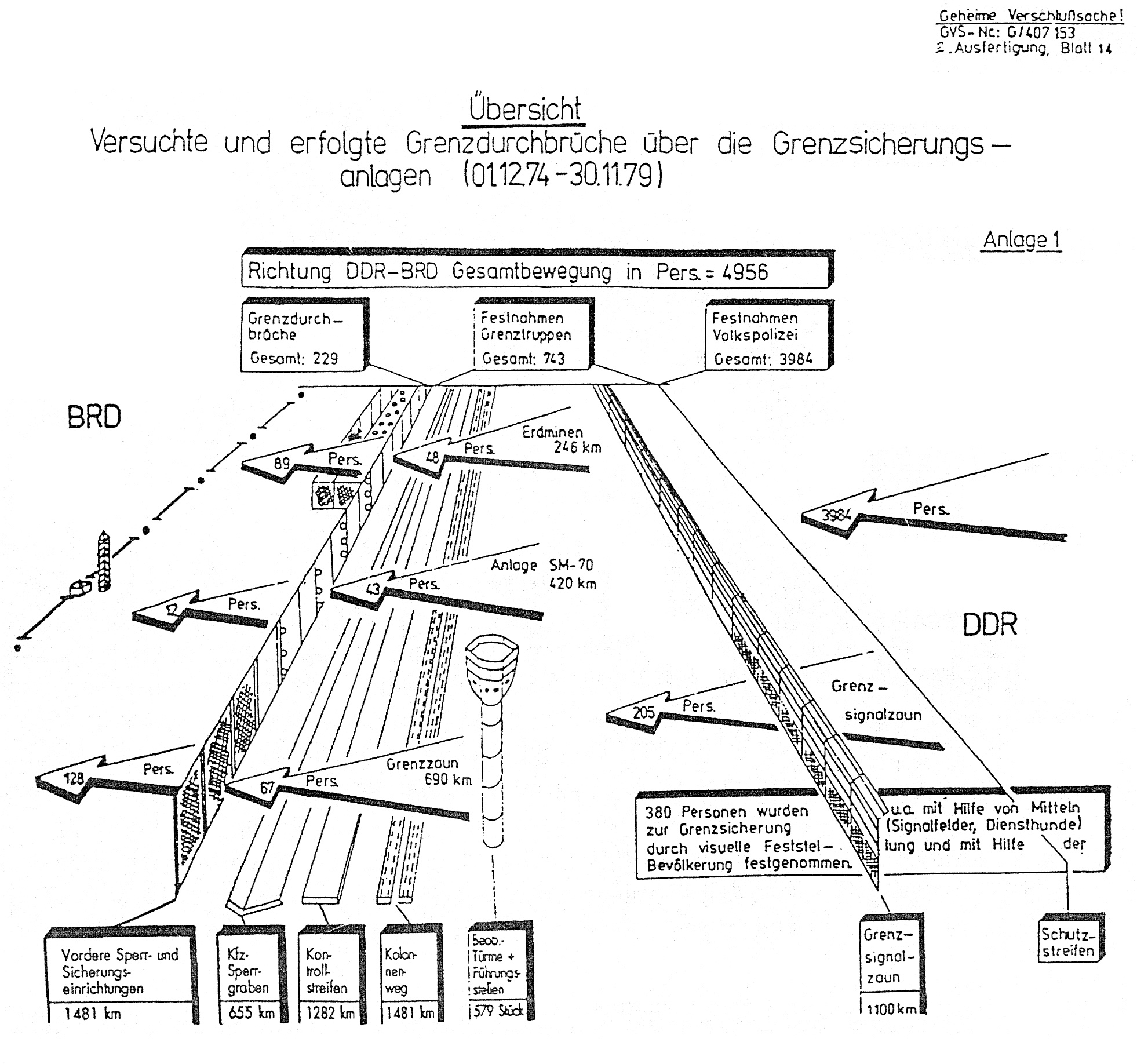
„Grenzdurchbrüche“ an der innerdeutschen Grenze (Geheimdokument der NVA 1979)

### Reisefreiheit
Reisen für DDR-Bürger unter 65 Jahren ins sogenannte nichtsozialistische Ausland waren nach 1961 nur auf Antrag, nur bei bestimmten Anlässen und meist nur dann möglich, wenn eine Rückkehr in die DDR wahrscheinlich war (z. B. zurückgelassene Kinder oder Ehepartner, keine „Westverwandtschaft“). Ab 1964 durften alle Rentner einmal im Jahr Besuchsreisen zu Westverwandten machen, später gab es weitere Reiseerleichterungen. In anderen Ostblockstaaten existierten ähnliche Regelungen. Es gab auch noch stärker einschränkende Reisebedingungen, etwa in Rumänien oder der UdSSR.
Anders war die Situation in Jugoslawien als zwar sozialistischem, aber blockfreiem Staat: Für Westeuropäer war die Ein- und Ausreise nicht komplizierter als nach Italien oder Frankreich. Jugoslawien war auch das einzige sozialistische Land, dessen Staatsbürger visafrei nach Westeuropa, Nordamerika und in andere Teile der Welt reisen konnten. Die Wirtschaft profitierte durch die Devisen der Millionen westlicher Touristen, die jährlich an die Mittelmeerküste kamen. Des Weiteren kamen schon in den 1960er Jahren Gastarbeiter aus Jugoslawien aufgrund des Anwerbeabkommens nach Deutschland sowie nach Österreich und in die Schweiz. So genossen die Jugoslawen dank Präsident Titos (Außen-)Politik bereits damals einen westlichen Lebensstil und Reisefreiheit. Flüchtlinge aus der DDR, die es geschafft hatten, nach Jugoslawien zu gelangen, erhielten in der Botschaft der Bundesrepublik Deutschland in Belgrad mit Kenntnis und Duldung der jugoslawischen Staatsführung unverzüglich einen Reisepass der Bundesrepublik Deutschland, der ihnen dieselbe Freizügigkeit wie anderen Bundesbürgern gewährte. Rückführungen nach Ungarn oder Rumänien beruhten auf der Unkenntnis entsprechender Geheimabsprachen bei untergeordneten Polizeidienststellen, die bald abgestellt wurden. Trotz zu befürchtender diplomatischer Verwicklungen Jugoslawiens, vor allem mit der DDR, durften auch DDR-Flüchtlinge Jugoslawien unbehelligt über den angeblichen „Eisernen Vorhang“ an der Grenze zu Österreich oder Italien verlassen.

### Versuche zur Überwindung des Systemgegensatzes
Nach der Abkühlung im Verhältnis der westlichen und der östlichen Weltmacht bis zum Beginn des Kalten Krieges gab es u. a. von christlichen Kreisen Bestrebungen zur Überwindung des Eisernen Vorhangs. So sagte bei der I. Vollversammlung des Ökumenischen Rates der Kirchen 1948 in Amsterdam der tschechische Theologe Josef Hromádka:

„Kein Vorhang, sei er aus Gold, Silber oder Eisen, darf uns voneinander trennen: alle nationalen und klassenmäßigen Vorurteile müssen ausgelöscht werden […]“

In Österreich wurde der Eiserne Vorhang auf Grund der im Staatsvertrag festgeschriebenen österreichischen Neutralität auf kultureller, wenn auch nicht auf politischer Ebene in Richtung seiner nördlichen und östlichen Nachbarn etwas aufgeweicht. So konnten Österreicher wesentlich früher als die übrigen Westeuropäer ohne Visum nach Ungarn einreisen. Umgekehrt durften jedoch keine Ungarn nach Österreich ausreisen.

## Öffnung des Eisernen Vorhangs

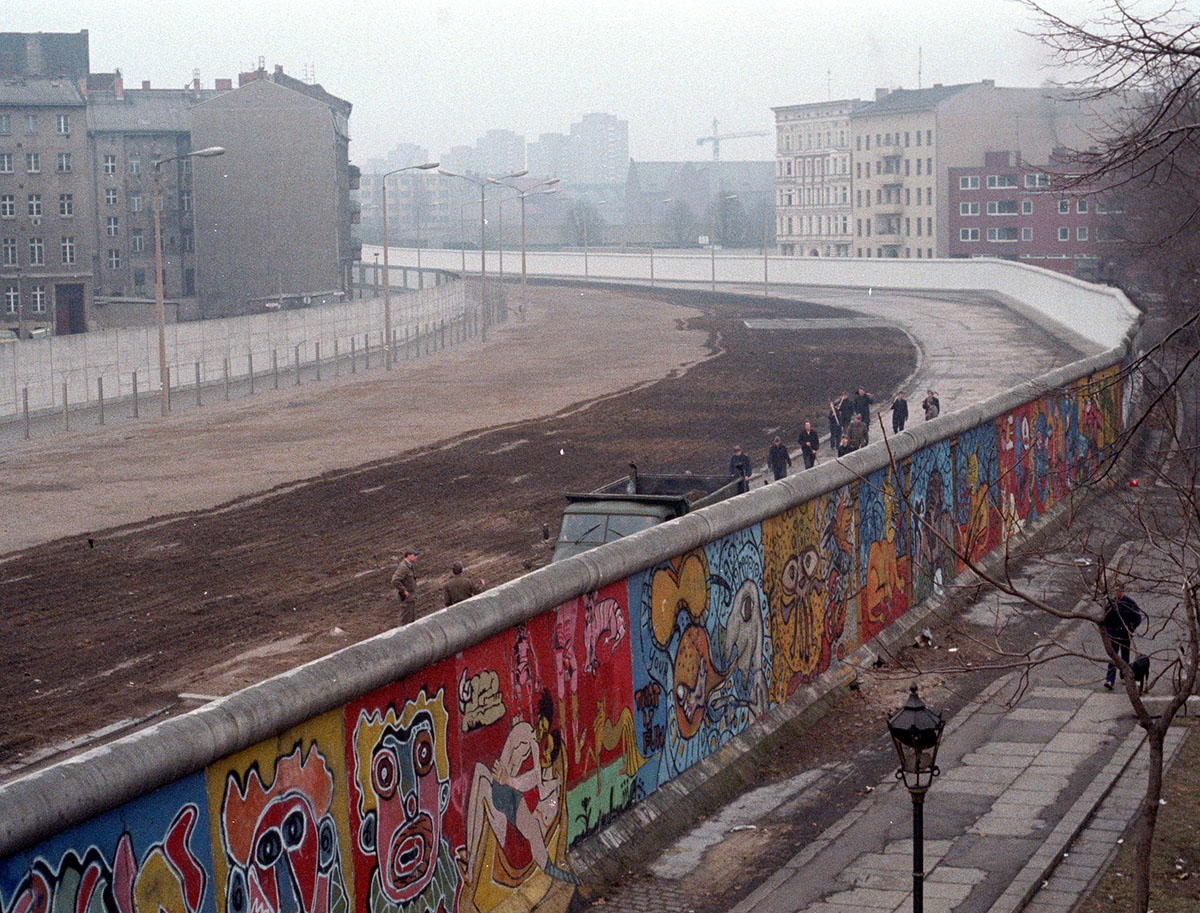
Symbol des Eisernen Vorhangs:
die Berliner Mauer

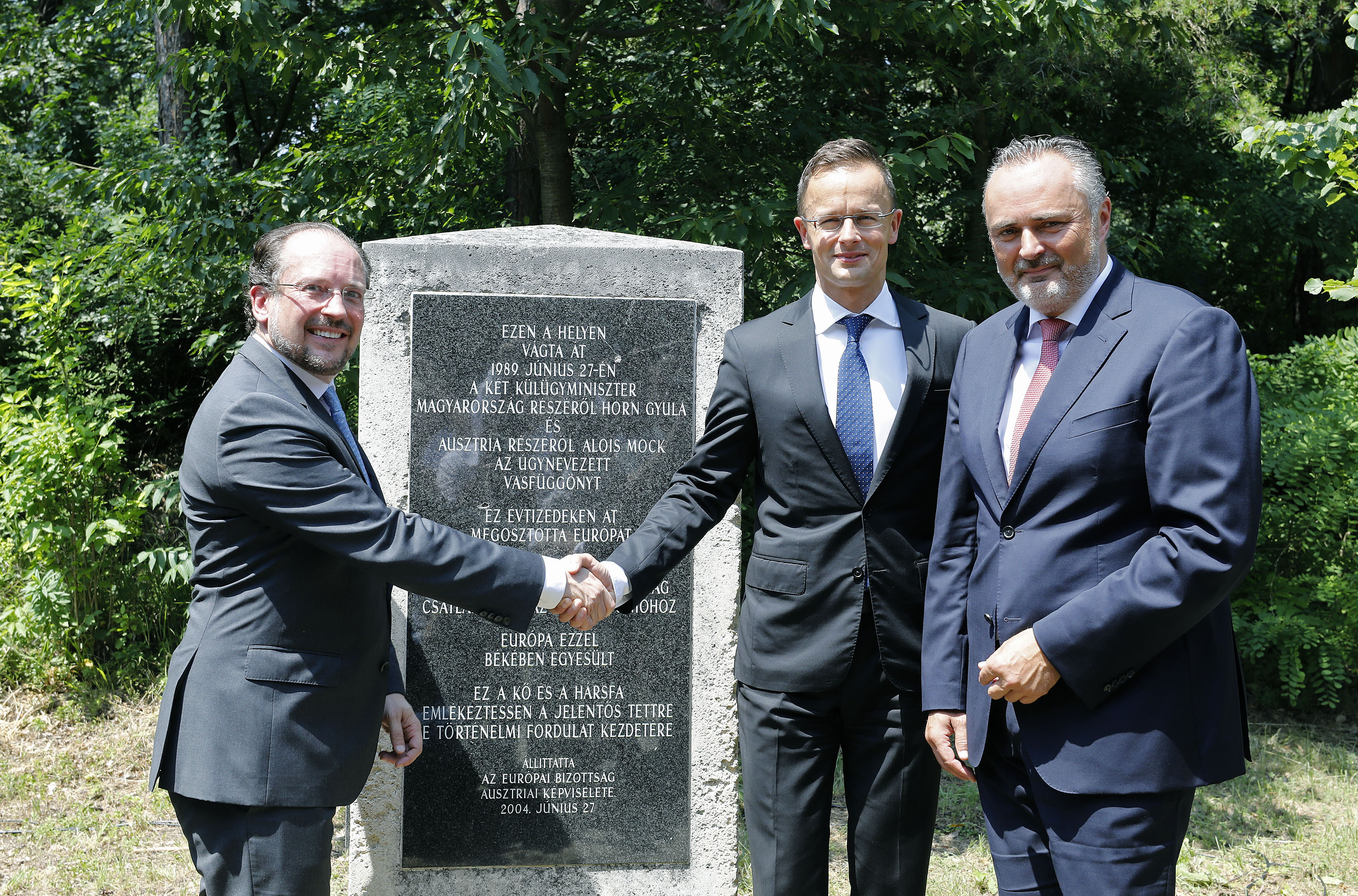
Gedenkveranstaltung 30 Jahre Fall des Eisernen Vorhangs mit Alexander Schallenberg, Péter Szijjártó und Hans Peter Doskozil am 27. Juni 2019

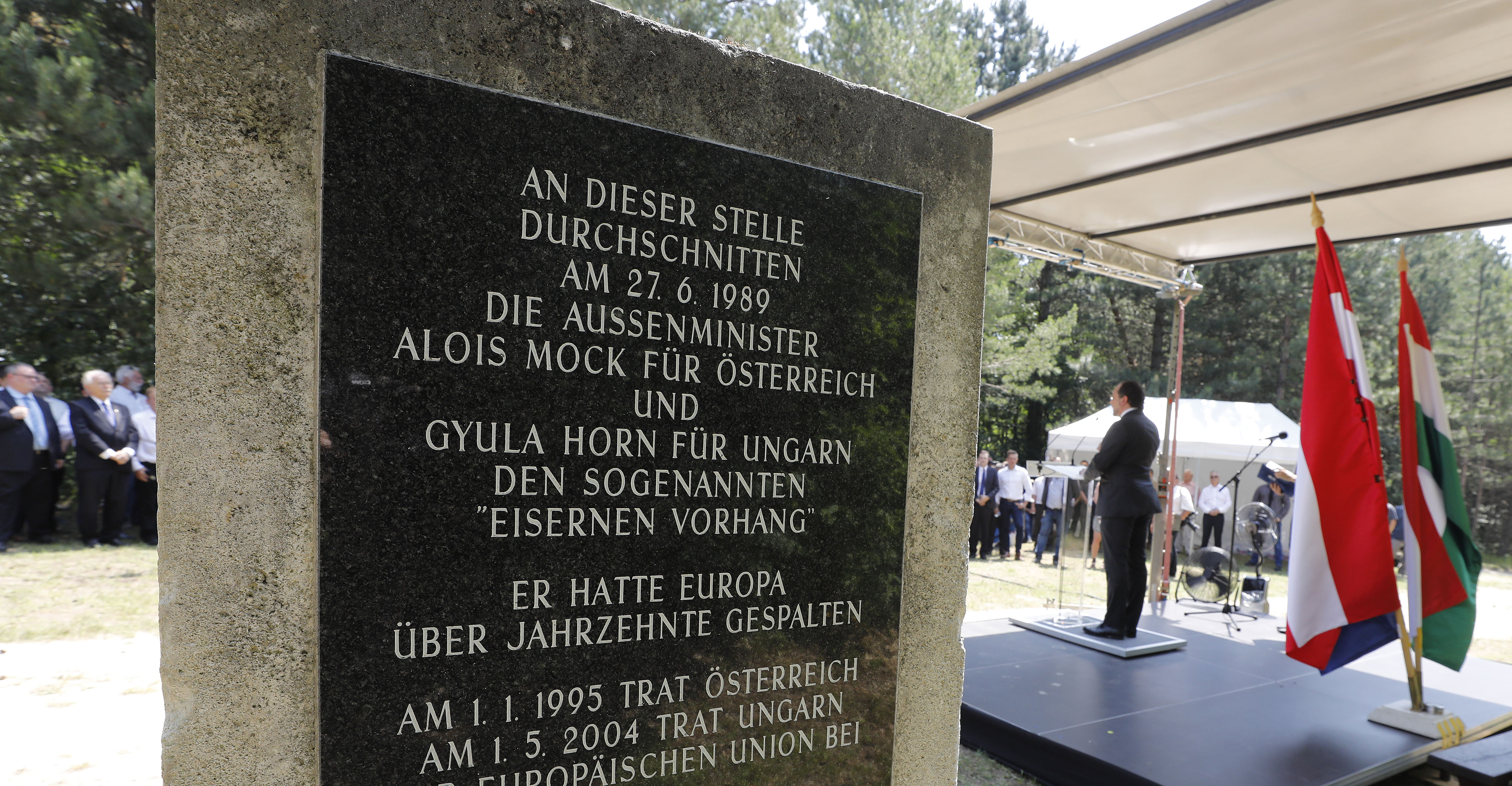
Gedenkveranstaltung 30 Jahre Fall des Eisernen Vorhangs am 27. Juni 2019

In Europa wurden die Grenzanlagen entlang des Eisernen Vorhangs zuerst von Ungarn ab dem 2. Mai 1989 abgebaut. Die symbolische Öffnung eines Grenzzaunes am 27. Juni 1989 durch die Außenminister Alois Mock und Gyula Horn bei Sopron gilt als erste „offizielle“ Öffnung des Eisernen Vorhangs; dafür wurde ein Stück des bereits abgebauten desolaten Grenzzaunes wieder nachgebaut. Die Ungarn wollten aber trotz Abbaues des bereits technisch vollkommen veralteten Zaunes durch verstärkte Bewachung der Grenze die Bildung einer grünen Grenze verhindern beziehungsweise die Sicherung ihrer Grenze zu Österreich technisch anders lösen. Nach dem Abbau der Grenzanlagen wurden die Streifen der schwer bewaffneten ungarischen Grenzsoldaten verstärkt und es galt noch immer Schießbefehl. Durch den Abbau der alten ungarischen Grenzanlagen wurden die Grenzen weder geöffnet noch wurden die bisherigen strengen Kontrollen beseitigt; die Abschottung durch den Eisernen Vorhang war über dessen ganze Länge noch intakt.
Die Öffnung eines Grenztors zwischen Österreich und Ungarn beim Paneuropäischen Picknick am 19. August 1989 setzte dann eine Kettenreaktion in Gang, an deren Ende es keine DDR mehr gab und der Ostblock zerfiel. Dabei gelangten als erste Massenflucht 661 Ostdeutsche über die Grenze nach Österreich. Die Idee zur Grenzöffnung im Rahmen einer Feier kam von Otto von Habsburg. Habsburg trug die Idee an den damaligen ungarischen Ministerpräsidenten Miklós Németh heran, der sie guthieß. Das Paneuropa-Picknick selbst entwickelte sich im Juni 1989 aus einem Treffen von Ferenc Mészáros vom Ungarischen Demokratischen Forum (MDF) und dem Präsidenten der Paneuropa-Union Otto von Habsburg. Das MDF übernahm die lokale Organisation in Sopron; die sonstigen Kontakte liefen über Otto Habsburg und den ungarischen Staatsminister Imre Pozsgay. Für das geplante Picknick wurde mit Plakaten und Flugzetteln bei den DDR-Urlaubern in Ungarn Werbung gemacht. Die Paneuropa-Bewegung ließ tausende Flugzettel verteilen, mit denen zu einem Picknick nahe der Grenze bei Sopron eingeladen wurde. Viele DDR-Bürger verstanden die Botschaft und kamen zu dem Picknick. Die lokalen Soproner Organisatoren wussten nichts von möglichen DDR-Flüchtlingen, sondern dachten an eine Party mit österreichischer und ungarischer Beteiligung. Die Fluchtwilligen gingen in drei großen Wellen während des unter Leitung von Walburga Habsburg stattfindenden Picknicks und der dort vorgenommenen „symbolischen“ Grenzöffnung durch den Eisernen Vorhang, an dieser Stelle einen Stacheldraht-Verhau, nach Österreich. Es war die größte Fluchtbewegung aus Ost-Deutschland seit dem Bau der Berliner Mauer 1961.
Die bei der Veranstaltung nicht anwesenden Schirmherren des Picknicks, Otto Habsburg und der ungarische Staatsminister Imre Pozsgay, sahen in der geplanten Veranstaltung eine Chance, die Reaktion Gorbatschows auf eine Grenzöffnung am Eisernen Vorhang zu testen. Dabei wurde insbesondere beobachtet, ob Moskau den in Ungarn stationierten sowjetischen Truppen den Befehl zum Eingreifen geben würde.

Noch im Frühjahr 1989 hatte es in der Sowjetunion (in Tiflis und im Baltikum) Armeeeinsätze gegen Demonstrationen gegeben, und im Sommer 1989 war unklar, ob die Sowjetunion oder andere Ostblockstaaten militärisch intervenieren würden, falls es eine ungelegene antikommunistische und antisowjetische Entwicklung gäbe.
Die DDR-Führung unter Erich Honecker hatte am 4. Juni 1989 öffentlich das Tian’anmen-Massaker (die blutige Niederschlagung von Studentenprotesten auf dem Platz des Himmlischen Friedens in Peking) begrüßt. Dies konnte als Drohung verstanden werden, dass ähnliches auch in der DDR denkbar wäre.
Laut einem Bericht des damaligen DDR-Botschafters in Budapest Gerd Vehres vom 11. August 1989 hielten die Botschafter der Ostblockstaaten unterschiedliche Reaktionen auf das geplante Paneuropa-Frühstück für zweckmäßig. Vehres wies auf besonders problematische Folgen der beim Picknick geplanten vollständigen Grenzöffnung hin.

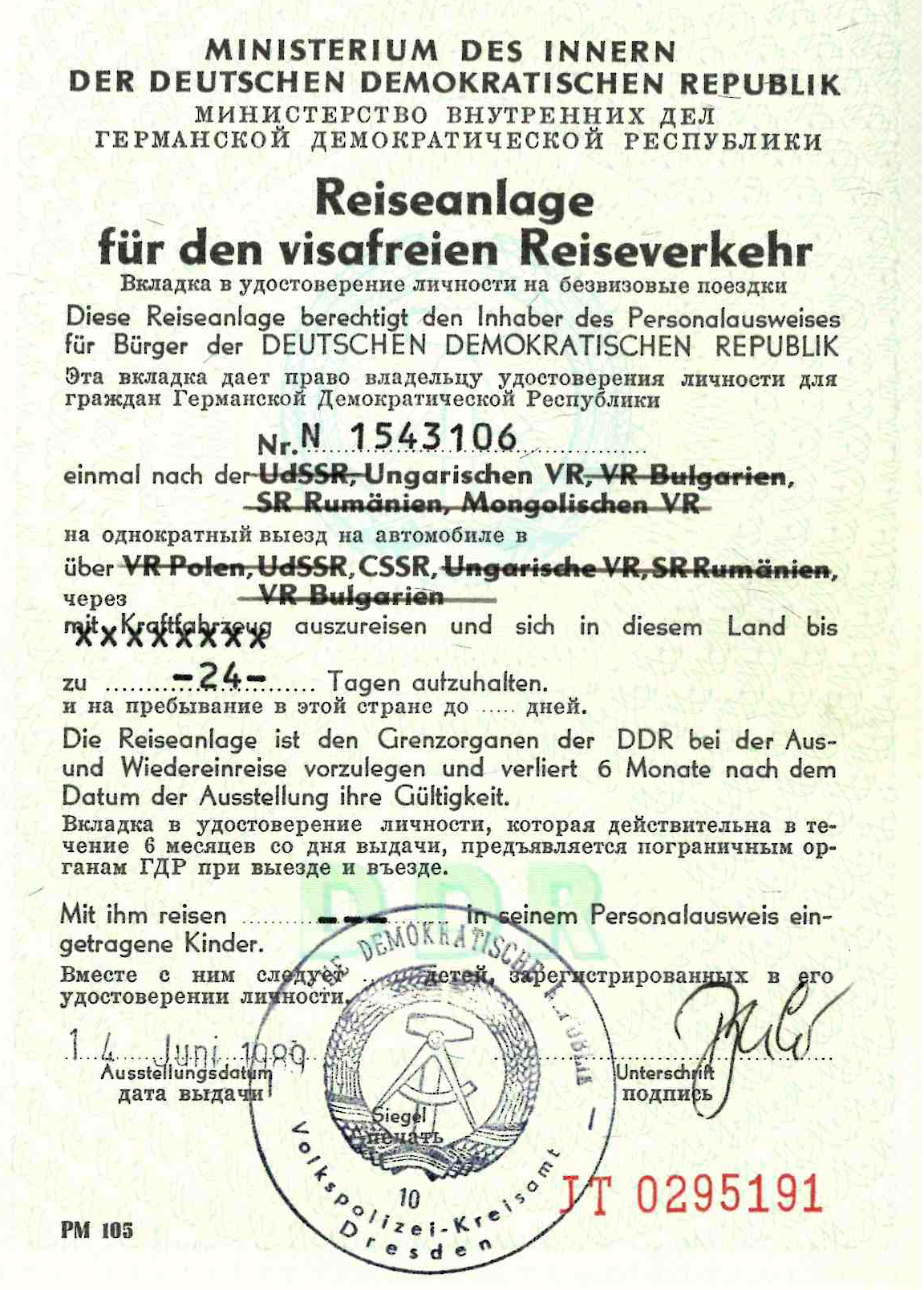
Sogenanntes „Ungarnvisum“, mit dem im Sommer 1989 viele DDR-Bürger nach Ungarn reisten, um später über Österreich in die Bundesrepublik Deutschland auszureisen

Erich Honecker diktierte nach dem Paneuropa-Picknick dem Daily Mirror vom 19. August 1989: „Habsburg verteilte Flugblätter bis weit nach Polen hinein, auf denen die ostdeutschen Urlauber zu einem Picknick eingeladen wurden. Als sie dann zu dem Picknick kamen, gab man ihnen Geschenke, zu essen und Deutsche Mark; dann hat man sie überredet, in den Westen zu kommen.“ Obwohl die ungarische Operativgruppe des DDR-Ministeriums für Staatssicherheit Informationen über das Paneuropäische Picknick hatte, reagierten die Offiziere nicht und der Stasi blieb nichts weiter übrig, als den Rücktransport der verlassenen Fahrzeuge (meist Trabbis) zu organisieren.
Auch der ungarische Staatssicherheitsdienst wusste laut Aktennotizen schon seit dem 10. Juli 1989, dass auf Vorschlags von Otto von Habsburg an der Grenze eine Veranstaltung geplant war; am 31. Juli 1989 informierte die ungarische „Abwehr gegen die innere Reaktion“ ihre Vorgesetzten über deren Vorbereitung.
Nachdem Massenmedien diese Grenzöffnung publik gemacht hatten, überwanden drei Tage nach dem Paneuropäischen Picknick 240 Menschen die österreichisch-ungarische Grenze. Ungarische Grenzsoldaten versuchten nur halbherzig, Grenzübertritte mit Waffengewalt zu verhindern. Während immer mehr Ostdeutsche, durch die mediale Verbreitung der Flucht beim Paneuropa-Picknick informiert, nun erfolgreich auf eigene Faust flüchteten, gab es am 23. und 24. August 1989 Versuche, mit einem weiteren Picknick an den 19. August anzuknüpfen. Habsburg bzw. Pozsgay waren bei diesen Retro-Veranstaltungen nicht beteiligt; die ungarische Abwehr verhinderte teils mit Warnschüssen den Grenzübertritt und schickte die DDR-Bürger zurück. Mit der Massenflucht beim Paneuropäischen Picknick, dem daraufhin zögernden Verhalten der SED-Spitze und dem Nichteingreifen der Sowjetunion brachen aber die Dämme. Medial informierte Ostdeutschen brachen zu Zehntausenden nach Ungarn auf, das nun nicht mehr bereit war, seine Westgrenze völlig dicht zu halten beziehungsweise seine Grenztruppen zur Anwendung von Waffengewalt zu verpflichten. Die DDR-Führung wagte auch nicht, die Grenzen des eigenen Landes völlig zu verriegeln.
Der zunehmende Druck durch fluchtwillige DDR-Bürger führte dazu, dass in der Nacht vom 10. auf den 11. September 1989 die ungarischen Behörden keine Kontrollen an der Westgrenze zu Österreich durchführten und dadurch eine Massenflucht von DDR-Bürgern, die nahe der Grenze in Lagern verharrten, nach Österreich ermöglichten. Zunehmend versuchten Flüchtlinge dann auch über westdeutsche Botschaften in Budapest, in Prag und in Warschau in den Westen zu gelangen. Bis zum Fall der Berliner Mauer verließen etwa 50.000 Menschen die DDR in Richtung Bundesrepublik Deutschland.

Denkmal zum Ende des Eisernen Vorhangs im tschechischen Nové Domky (Rozvadov)

Die Öffnung der Berliner Mauer am 9. November 1989 und der innerdeutschen Grenze in den Tagen danach waren wichtige Meilensteine beim Zerfall des Eisernen Vorhangs; erstere gilt auch als ein Symbol für das Ende des Kalten Krieges. Auch die Tschechoslowakei baute ihre Grenzbefestigungen noch im Dezember 1989 ab. Die Herrschaft der sozialistischen Machthaber im Ostblock erodierte durch diese miteinander verknüpften Ereignisse seit Sommer 1989, sodass bis zum Dezember 1989 die Regierungssysteme in der DDR, in Polen, in Ungarn, in der Tschechoslowakei, in Bulgarien und in Rumänien wechselten.
In völliger Verkennung des sprachlichen Bildes wird die Öffnung – wohl durch gedankliche Vermischung mit „Fall der Mauer“ – seitdem sehr häufig mit dem Begriff Fall des Eisernen Vorhangs bezeichnet, was bei dem Original eigentlich den gegenteiligen Vorgang des Schließens zur Trennung von Bühne und Zuschauerraum bezeichnet.

## Status des Eisernen Vorhangs in der Gegenwart

### Naturschutz und Tourismus
Heute sind viele ehemalige Grenzstreifen-Gebiete geschützte Biotope. Das Projekt Grünes Band Europa versucht trotz Bestrebungen, Teile des Landstreifens für landwirtschaftliche, gewerbliche, Verkehrs- oder Wohnzwecke zu nutzen, einen möglichst zusammenhängenden Biotopverbund entlang der 8500 km langen ehemaligen Grenzen zu schaffen. Auf dem Geländestreifen entlang der ehemaligen deutsch-deutschen Grenze entstand im Rahmen Grünes Band Deutschland ein fast 1400 km langer Grüngürtel.
Die Erinnerung an die Teilung Europas und an deren Überwindung soll durch einen von EuroVelo betriebenen Radfernweg namens Iron Curtain Trail wachgehalten werden, der 2014 offiziell eröffnet wurde. 2019 wurde der Iron Curtain Trail als Kulturweg des Europarats zertifiziert.

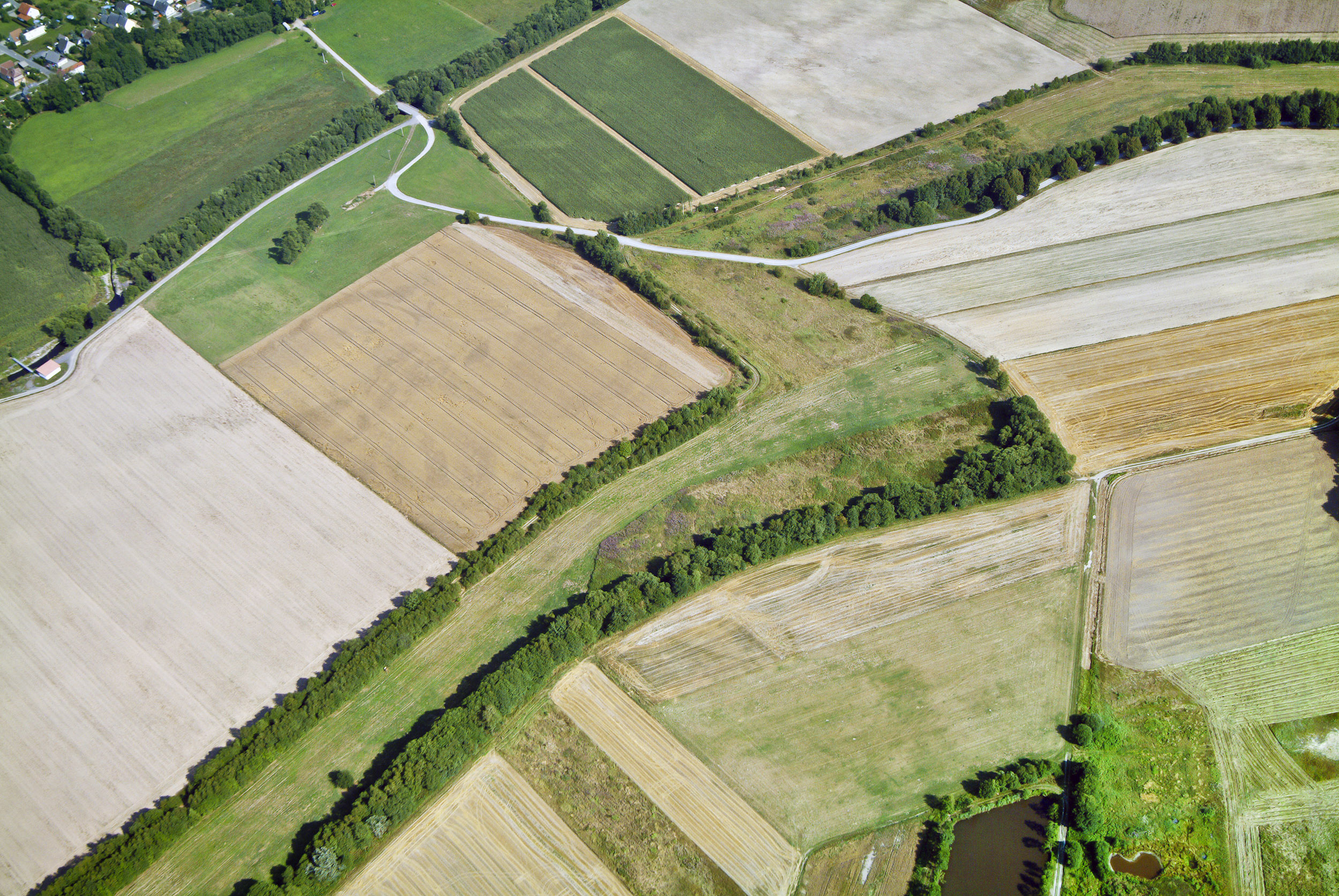
Grünes Band zwischen Thüringen und Bayern (2003)
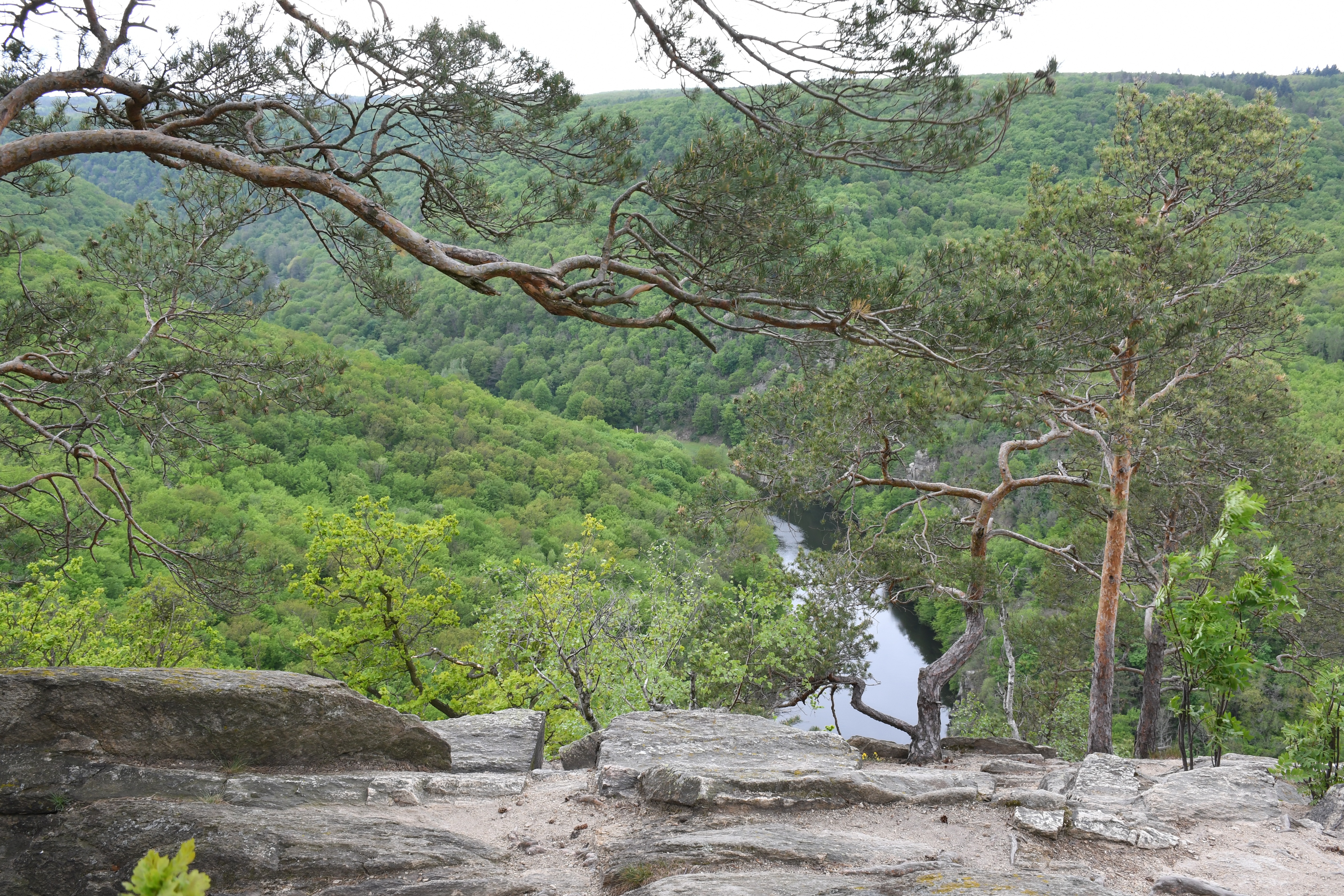
Bilateraler Nationalpark Thayatal/Podyjí
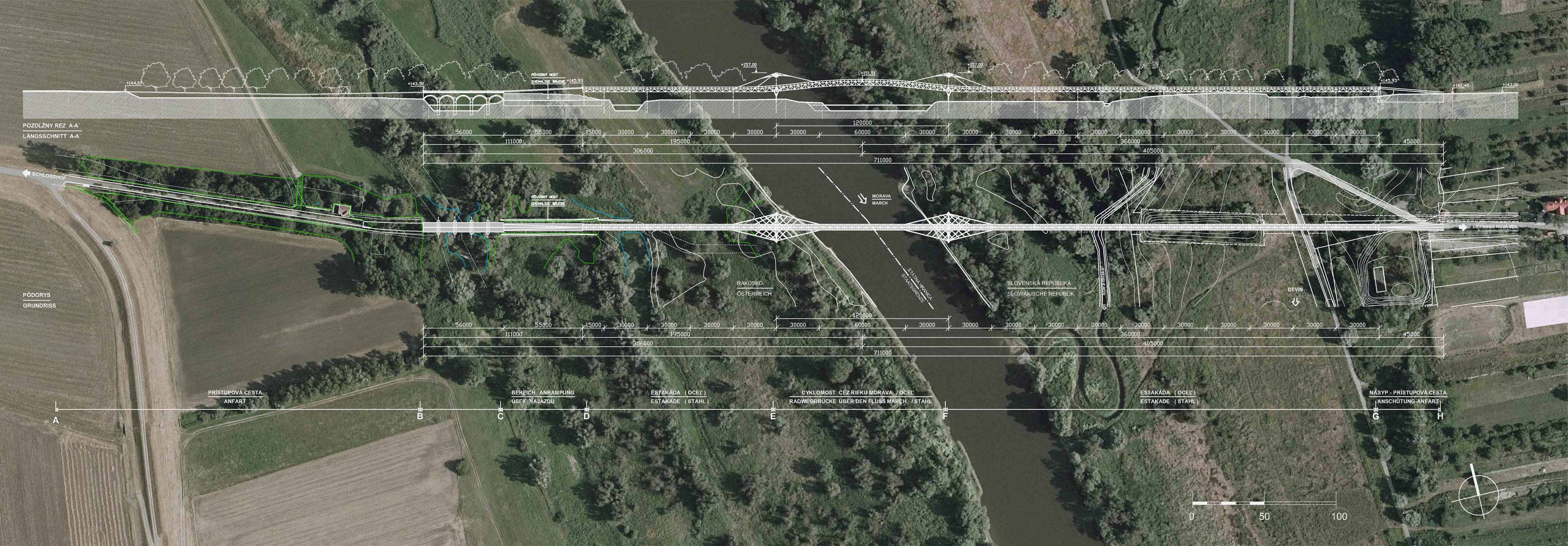
Fahrradbrücke der Freiheit zwischen Schloss Hof (Österreich) und Devínska Nová Ves (Slowakei) (2009)

### Gedenkstätten

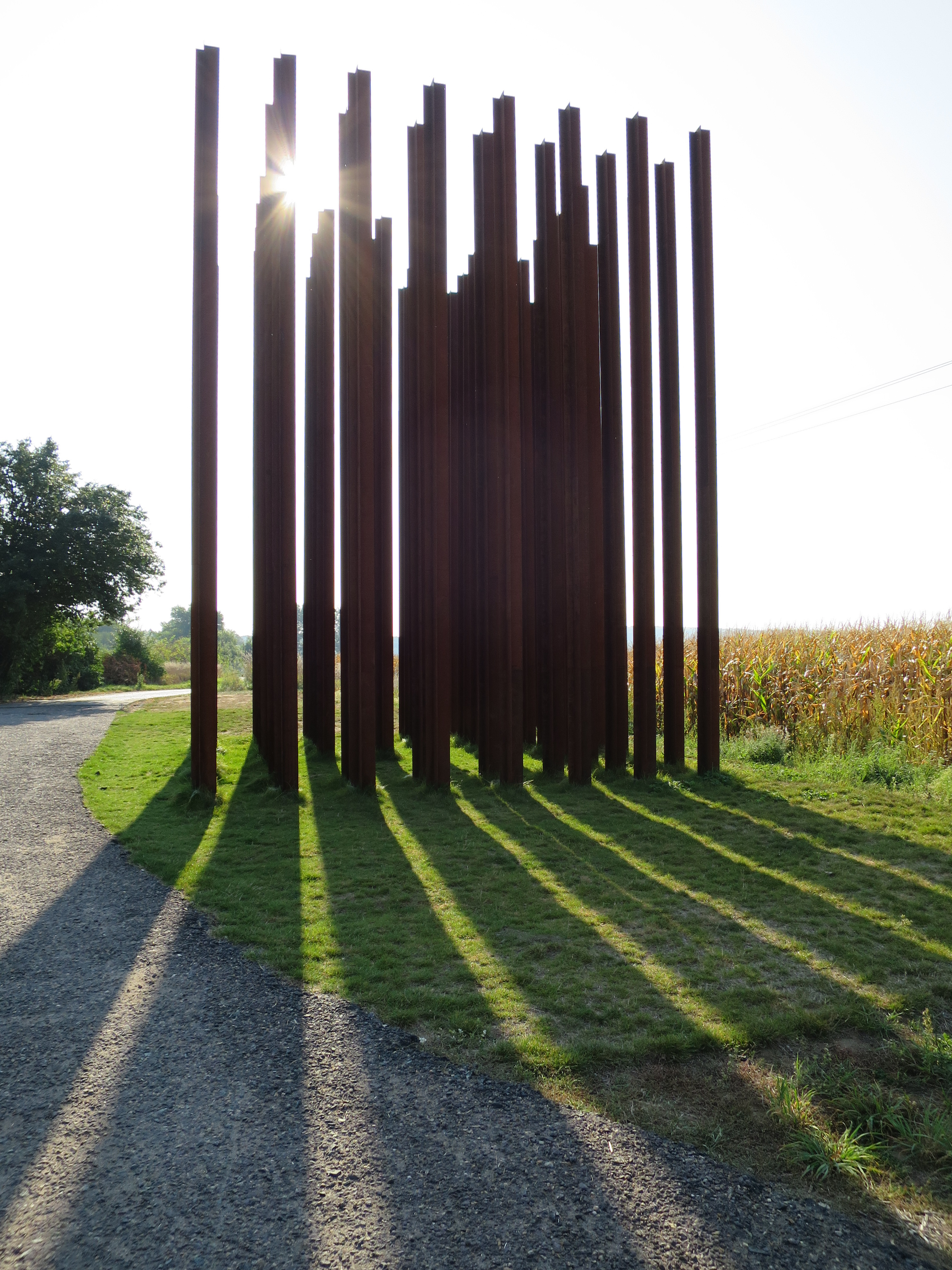
Tor zur Freiheit in Mikulov, Tschechien (2016)

Denkmäler für die Todesopfer des Eisernen Vorhangs, Relikte der Grenzbefestigungen und andere Gedenkorte erinnern heute an die gewaltsame Teilung Europas.
- Mahnmal für die Opfer am Eisernen Vorhang (Cheb), Gedenkstätte für die Opfer an der tschechoslowakisch-bundesdeutschen Grenze
- Tor zur Freiheit, Gedenkstätte für die Opfer an der tschechoslowakisch-österreichischen Grenze
- Denkmal für die Fluchtopfer in Devín, Bratislava
- Denkmal für die Opfer des Eisernen Vorhangs im Haus des Terrors, Budapest

Museen und Ausstellungen thematisieren die Geschichte des Eisernen Vorhangs zum Beispiel im Schloss Weitra im Waldviertel (Österreich)
und im Museum des Eisernen Vorhangs in Valtice (Tschechien).

## „Neuer Eiserner Vorhang“
Spätestens seit dem Beginn des Überfall Russlands auf die Ukraine am 24. Februar 2022 gilt die Idee eines „Gemeinsamen Hauses Europa“ als gescheitert.
Im Zusammenhang mit den NATO-Beitritten Finnlands und Schwedens ist gelegentlich von einem „neuen Eisernen Vorhang“ oder einem „Eisernen Vorhang 2.0“ (hier: zwischen der NATO und der russischen Einflusssphäre) die Rede.
Es gibt allerdings erhebliche Unterschiede zwischen dem „alten“ und dem „neuen“ Eisernen Vorhang:
- Der „neue“ Vorhang verliefe entlang der NATO-Ostgrenze, also der westlichen Grenze von Russland[57] und von Belarus, wobei der Russische Überfall auf die Ukraine seit dem 24. Februar 2022 auch dem Zweck dienen soll, die Ukraine in den Einflussbereich Russlands zurückzuführen.
- Verstärkte Grenzsicherungsanlagen gibt es zwar bereits an den Ostgrenzen der NATO-Staaten (oder sie befinden sich im Aufbau). Diese sind allerdings nicht annähernd so martialisch und lückenlos ausgestattet wie etwa an der ehemaligen innerdeutschen Grenze. Besonders im extrem dünn besiedelten Nordosten Finnlands wären Grenzanlagen vom Typ „Berliner Mauer“ an der Grenze zwischen Finnland und Russland dysfunktional.[58]
- Ein Zweck der neuen Grenzanlagen besteht u. a. darin, durch Russland und Belarus organisierten Transporten von großen Flüchtlingstrecks aus diversen Ländern an die NATO- und EU-Ostgrenze einen Riegel vorzuschieben.[59][60]

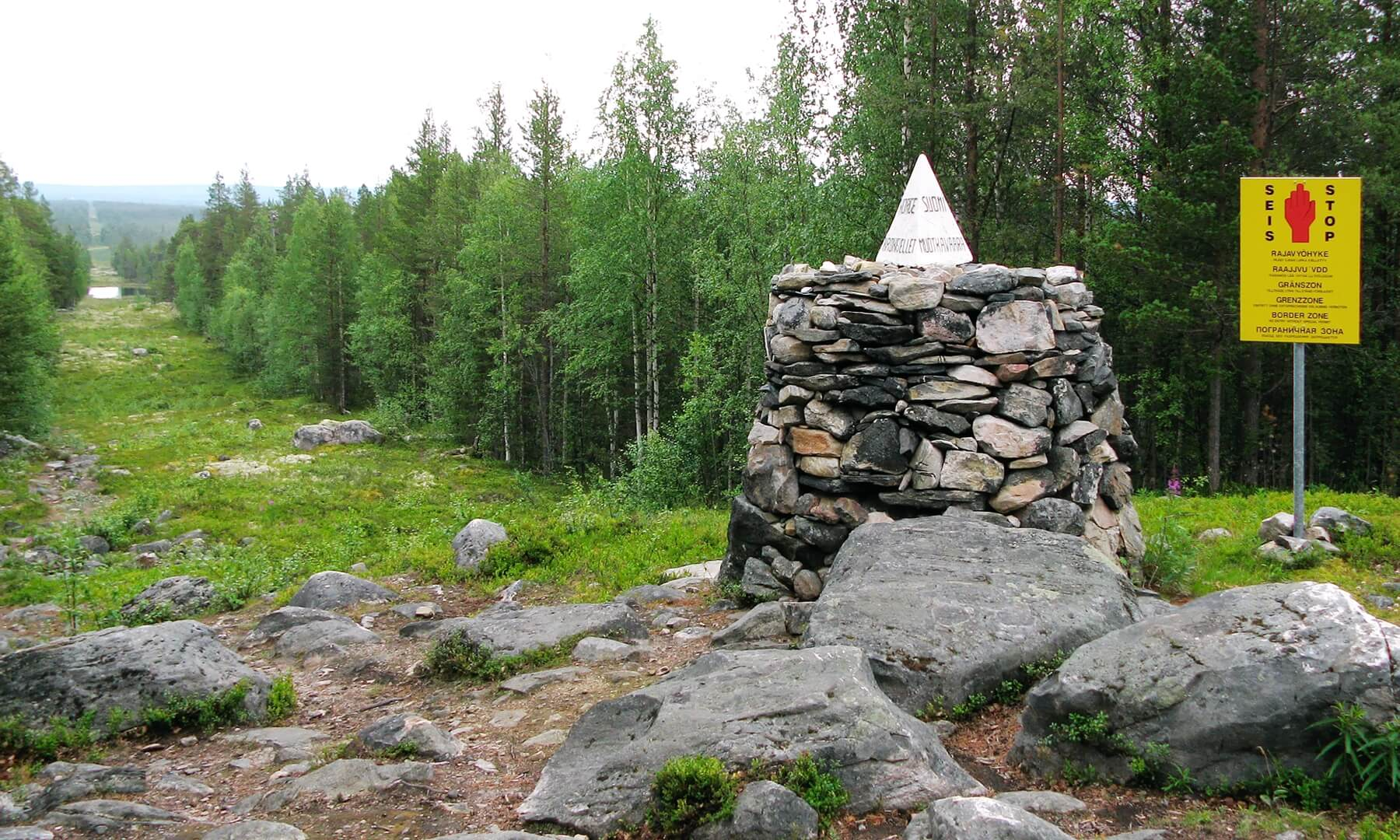
Abschnitt der Grenze zwischen Russland und Finnland südlich des Dreiländerecks Finnland – Russland – Norwegen (2011); Finnland liegt rechts hinter dem Grenzstein, Norwegen vor diesem.
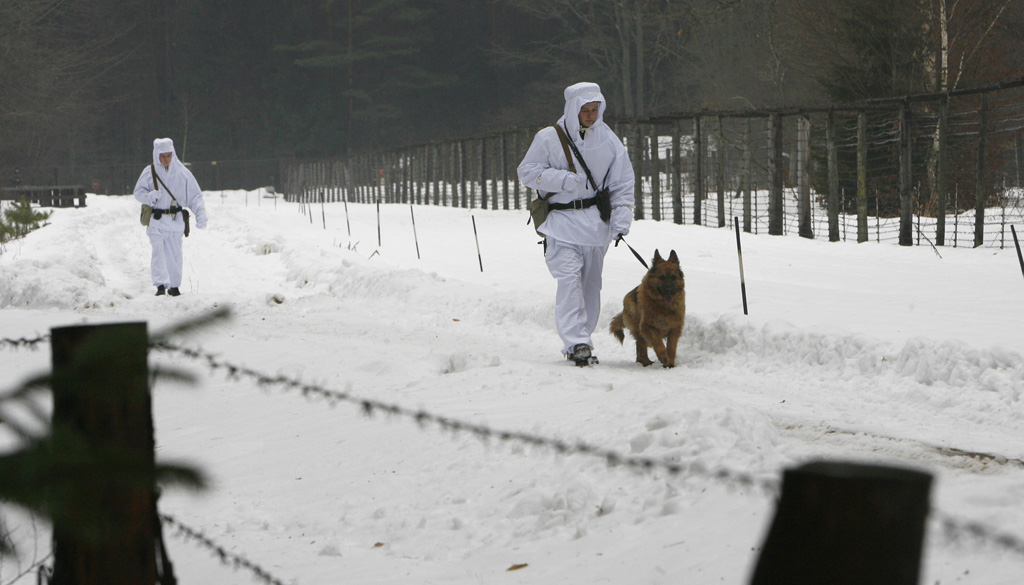
Belarussische Soldaten patrouillieren entlang der belarussisch-polnischen Grenze (2012).
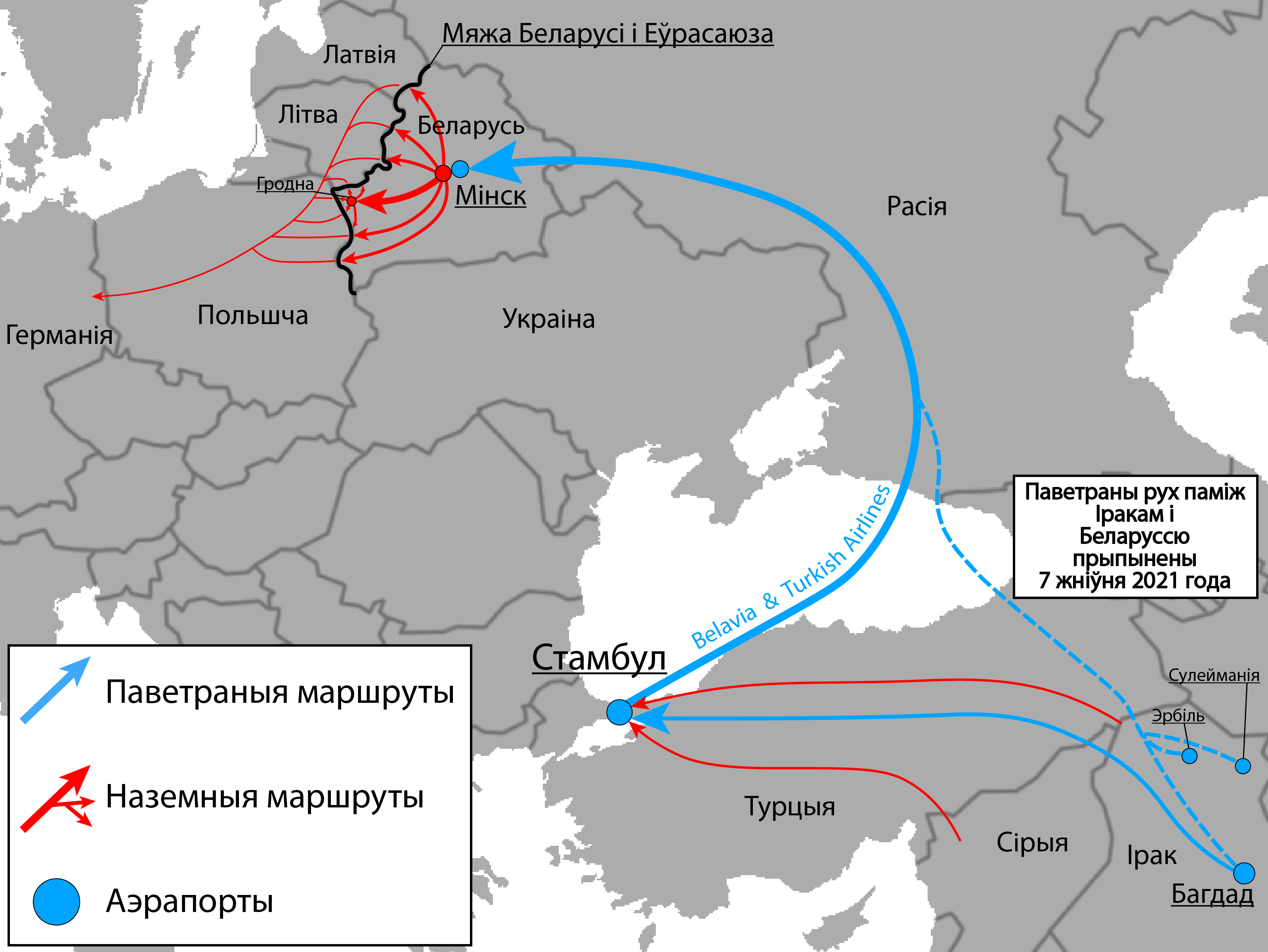
Gezielter Transport von Flüchtlingen aus Vorderasien an die Ostgrenzen von Lettland, Litauen und Polen durch Belarus 2021/2022